# Ethiopian Airlines
Ethiopian Airlines (амх. የኢትዮጵያ አየር መንገድ, የኢትዮጵያ, Авіалінії Ефіопії) — державна авіакомпанія Ефіопії, що здійснює пасажирські та вантажні перевезення в більш ніж 50 міст світу. Штаб-квартира знаходиться в Аддис-Абебі. Порт приписки — Міжнародний аеропорт Боле в Аддис-Абебі. Заснована 30 грудня 1945.

## Флот
Станом на січень 2016 флот Ethiopian Airlines складається з таких літаків:

## Галерея

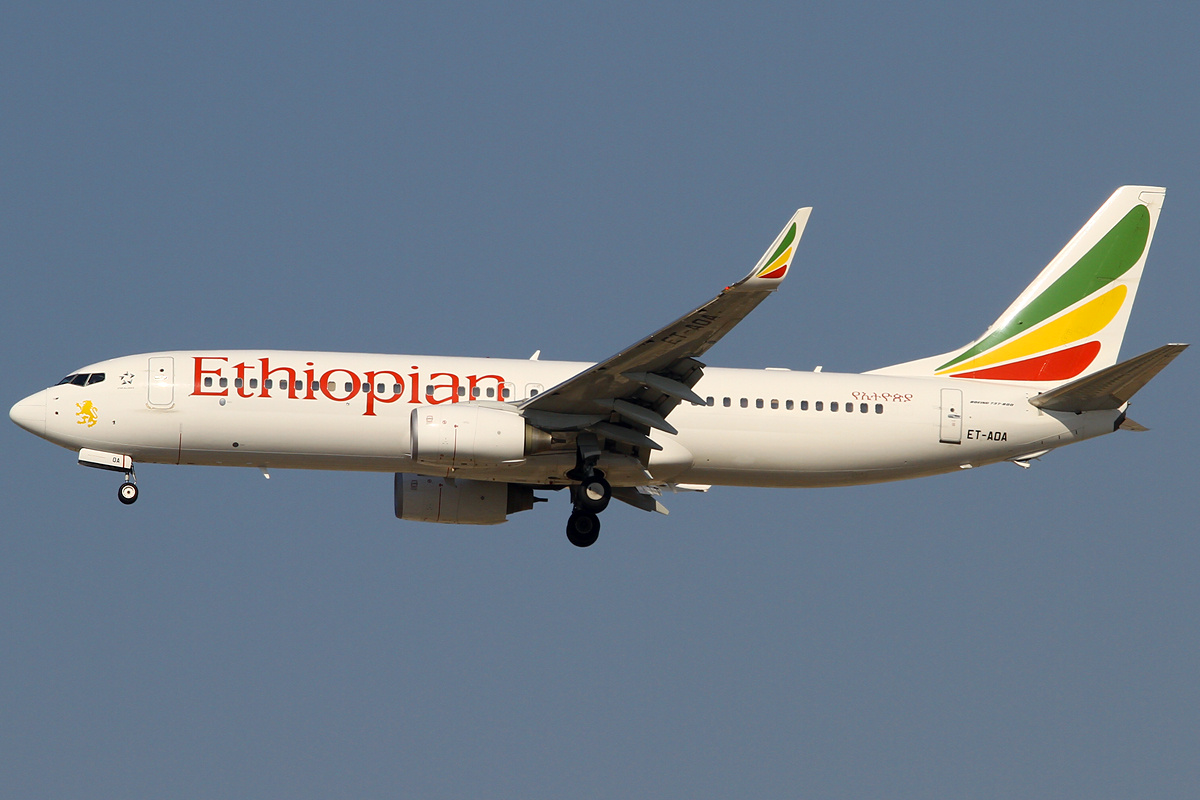
Boeing 737-800
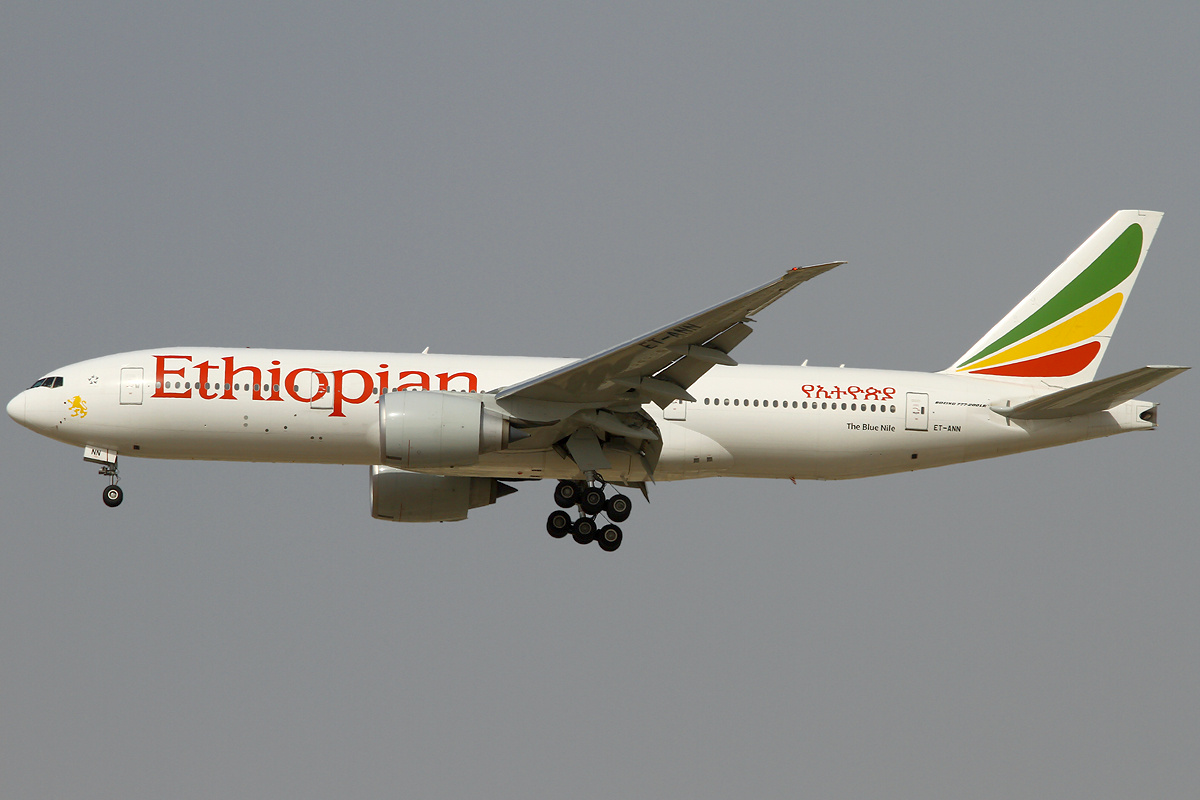
Boeing 777-200LR
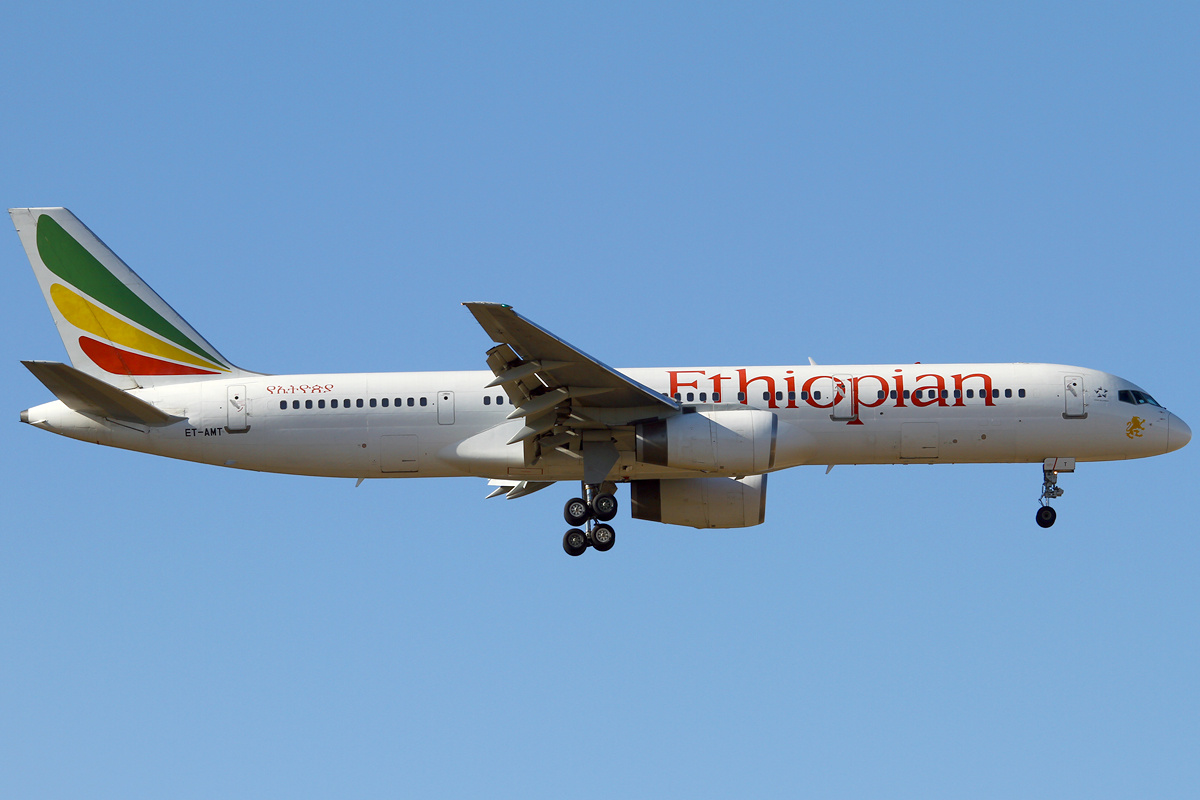
Boeing 757–200
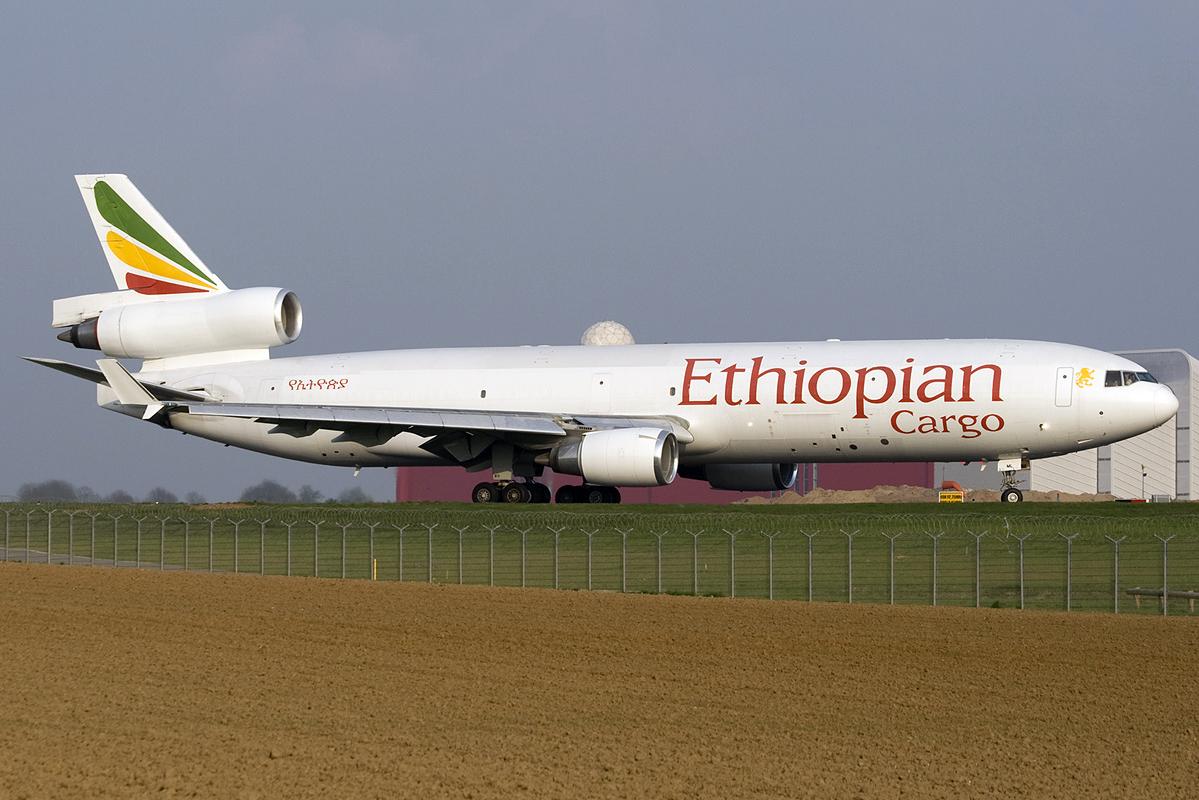
McDonnell Douglas MD-11F
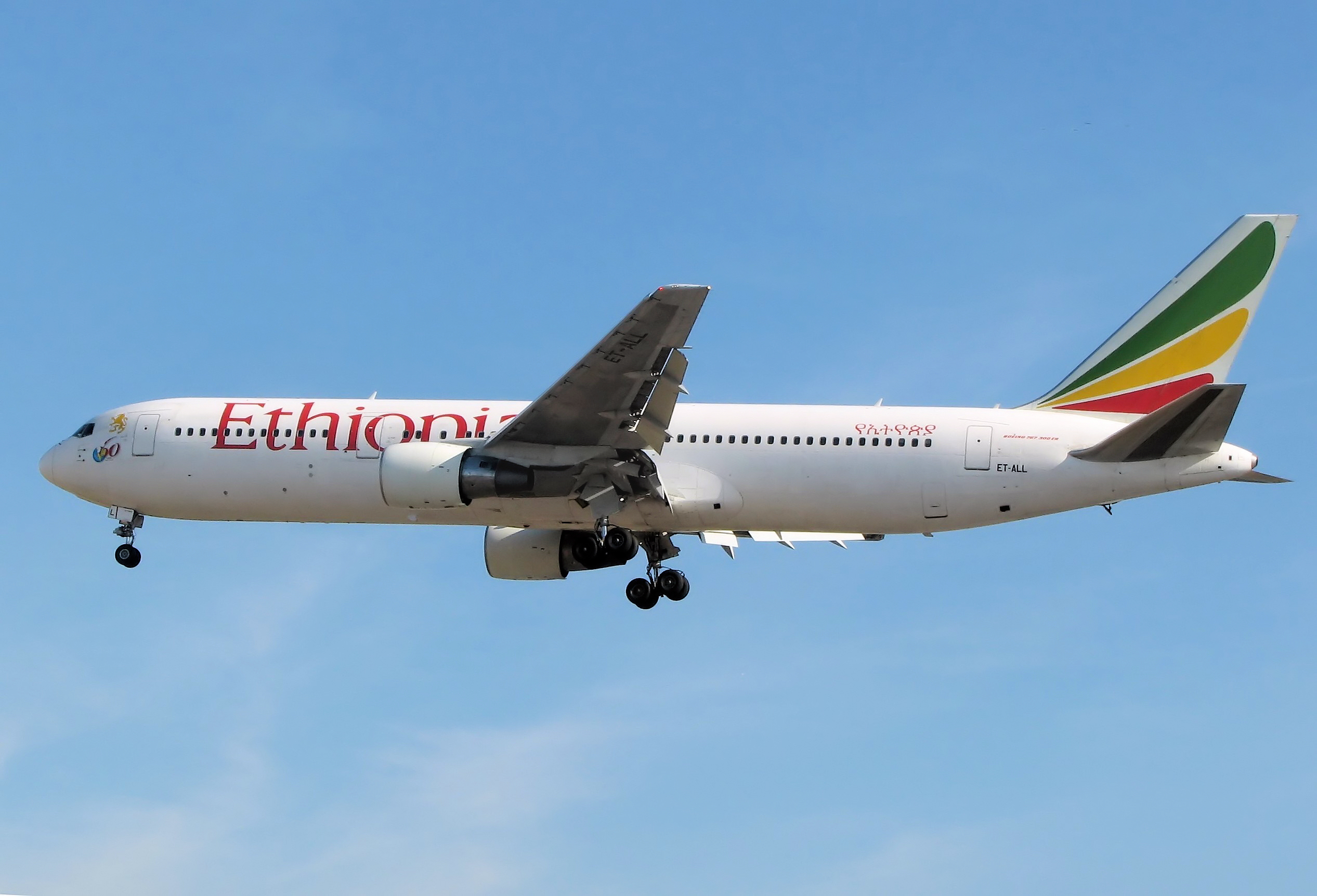
Boeing 767-300ER